# Pronúncia anglófona de línguas estrangeiras
A seguir está uma lista de pronúncias não-nativas que falantes de inglês pronunciam quando tentam falar línguas estrangeiras. Muitas delas são devido à transferência de regras fonológicas da língua inglesa para a nova língua, bem como diferenças na gramática e sintaxe em que eles encontram.
Este artigo usa a pronúncia do Alfabeto fonético internacional. Veja Wikipédia:AFI e IPA chart for English para uma introdução.

## Esperanto
- Enquanto falantes anglófonos tendem assimilar /m/ para [ɱ] antes de /f/ ou /v/, bem como /n/ para [ŋ] antes de /k/ ou /ɡ/, nenhum dos quais ocorre "rigorosamente regular" em esperanto.[1] Entretanto, desde que o próprio Zamenhof reconheceu este tipo de assimilação, há um debate sobre se este é realmente um erro.
- Falantes tendem pronunciar o esperanto /ɛ/ como [eɪ], a vogal de pagamento.[2]
- Falantes tendem a reduzir vogais átonas.[3]
- Falantes tendem a pronunciar /x/ como [k] ou senão tem dificuldade para pronunciá-lo. Este arranjo de dificuldade está por trás da gradual mudança de ⟨ĥ⟩ à ⟨k⟩ (veja Esperanto phonology#Loss of phonemic ''ĥ''). [3]
- Falantes tendem a pronunciar a consoante rótica como [ɹ], em vez do que um vibrante múltipla alveolar. Falantes de sotaques não-róticos tendem a ficar mudo o r quando no final de uma palavra ou antes de um consoante.[3]
- Outras dificuldades de pronúncia estão relacionadas com as pronúncias de ortografia de dígrafos. O dígrafo ⟨sc⟩ representa /st͡s/, embora falantes podem substituir [s] ou [sk]. O dígrafo ⟨kn⟩ representa /kn/, embora falantes podem transformar /k/ em mudo. O ⟨g⟩ no dígrafo ⟨ng⟩ é sempre pronunciado.[3]

## Alemão
Existem várias vogais da língua alemã que criam problemas para falantes de língua inglesa:
- Um dos mais difíceis é o /eː/ alemão como está mais a frente na boca do que em variedades do padrão do inglês assim falantes podem pronunciar Alemão Geht como se fosse um inglês gate.[7]
- Similarmente, falantes podem pronunciar o alemão /oː/ com a vogal de goat assim ohne é pronunciado [ˈəʊnə].[8]
- Falantes de inglês tendem ter dificuldades com as vogais arredondadas frontais, /øː/, /œ/, /yː/, e /ʏ/.[9]
- Falantes tem algumas dificuldades com o alemão /ɡ/ e /aː/, o qual possivelmente é pronunciado como [æ] e [ɑː], respectivamente.[10]
- Falantes de inglês também tem dificuldade com os dois sons representados por ch ([x] e [ç]) em alemão, particularmente a letra.[11] Geralmente ambos são substituídos por [k]; a reposição de [ç] com [ʃ] é também comum. Eles tem também dificuldade com o r gutural de muitos dialetos alemães.[4][better source needed]

## Chinês (mandarim)
- Falantes de inglês tem dificuldade com os quatro tones lexicais do mandarim.[13]

## Russo
- Alguns falantes tem dificuldade com o trinado [r] do russo, especialmente o palatalizado [rʲ] uma vez que nem são sons do inglês.[14]
  - Falantes não-róticos, sempre depois de aprender o r-rolado, são propensos a omitir /r/ em tais palavras em russo como удар [uˈdar] ('assoprar') e горка [ˈɡorkə] ('outeiro').
- Dependendo do dialeto do falante, eles possivelmente tem dificuldade com o "l obscuro" [k] (que é, velarizado [l], o qual em russo contrasta com um palatalizado [lʲ]) em outras posições do que nas sílabas coda.[15]
- Dificuldade com vogais russas:
  - Muitos falantes de inglês tem nenhum [ɨ] (apesar que é um alófono em alguns dialetos, veja fraca fusão vogal) e falantes em geral tem dificuldades ao produzir este som.[16] Eles possivelmente em vez produzem [ɪ].
  - Falantes podem substituir /e/ com o ditongo em day. p. ex. [ˈdeɪlə] ao invés de [ˈdʲelə] дело ('caso').[17]
  - Falantes provavelmente ditongam /u/, fazendo сижу [sʲɪˈʐu]  ('eu sento') soar mais como [sɪˈʒʊu].  Alguns falantes podem também universalmente frente para [ʉ].[18]
  - Falantes também podem ditongar /i/ numa maneira similar, especialmente em sílabas abertas.[19]
  - Falantes podem ter dificuldades com o russo /o/, pronunciando como um [ɔ] ou [oʊ].[20]
  - É provável que falantes poderão fazer o segundo elemento dos ditongos russos insuficientemente fechados, fazendo-os parecer os ditongos do inglês (p .ex., [druzʲeɪ] ao invés de [druzʲeɪ]) ou pronunciando longos demais.[21]
  - Falantes podem pronunciar /ɡ/ como [æ] em fechadas sílabas como так ('tão') e [ɑ] em sílabas abertas como два ('dois').[22]
- Falantes também possivelmente tem dificuldade com o sistema de reduções de vogais do russo assim como outras vogais alófonas.
  - Tendencia a reverter a distribuição de [ɐ] e [ə]. Falantes de inglês tendem pronunciar [ə] na posição pré-tônica, certo onde [ɐ] é exigido em russo, enquanto eles pronunciam [ɐ] em posições pré-pré-tônicas, onde [ə] ocorre. Deste modo, falantes podem dizer голова ('cabeça') como [ɡɐləˈva] ao invés de [ɡəlɐˈva] e сторона ('lado') como [stɐrəˈna] ao invés de [stərɐˈna].[23]
- Não há pistas que indiquem a correta tonicidade no russo.  Falantes devem memorizar onde é a primária e segundaria tonicidade reside em cada word e é provável cometer erros.[24]
- Falantes tendem falhar em geminar duplas consoantes.[25]